# Костел Пресвятої Трійці (Берестечко)
Костел Пресвятої Трійці — колишній костел міста Берестечко Волинської області.

## Історія
У 1711–1733 роках на місці старого дерев’яного костелу св. Андрія Апостола оо.-тринітаріїв середини XVII століття було споруджено коштом місцевого власника Томаша Карчевського пізньобароковий мурований храм Пресвятої Трійці, який консекрував єпископ Каспер Цецішовський 1801 року (оснащення храму коштом чергового власника Яна Замойського тривало до 1765 року). Костел мав 8 вівтарів, був оздоблений картинами та фресками художників о.-тринітарія Йозефа Прехтля та Кармароні (Кармоччі).
Збудований разом із костелом тринітарський монастир царська влада ліквідувала на початку 30-х років XIX століття (його будівлю перетворили на в'язницю, а після пожежі - розібрали), храм став парафіяльним. У 1889 році костел реставрували завдяки зусиллям пароха о. Леопольда Тузінкевича. Принаймні, з 1935 року парафію, яка налічувала дві з половиною тисячі вірян у понад чотирьох десятках навколишніх сіл, обслуговував настоятель о. Юрій Зволінський.
Після Другої світової війни костел використовували як склад для заготівлі зерна. У 90-х роках ХХ століття частко зруйнований храм віддали греко-католикам, котрим він виявився непотрібним. Костел продовжує руйнуватись, а місцеві римо-католики змушені послуговуватись цвинтарною каплицею.